# KT1
KT1 Privatfernsehen (Kärnten 1) ist ein privater Kärntner Fernsehsender mit Sitz in Klagenfurt, dessen Programm sich der Darstellung von Informationen aus Kärnten, insbesondere der Landeshauptstadt Klagenfurt, zu unterschiedlichen Themen aus Gesellschaft, Wirtschaft, Kultur, Gesundheit, Sport sowie Politik widmet. Der Sender besteht seit dem Jahr 1999.

## Programm
Das etwa 60-minütige Programm des Senders wird als Dauerschleife immer für eine Woche rund um die Uhr ausgestrahlt. Jeden Freitag um 18 Uhr beginnt ein neues Wochenprogramm.
Regelmäßige Sendungen sind unter anderen:
Stadtgespräch: Dieses steht immer am Beginn des Programmablaufes. Jede Woche sind ein oder mehrere – oft prominente – Gäste zu einem rund 20 Minuten dauernden Gespräch über ein bestimmtes Thema geladen. Die Gäste stammen häufig aus Kärnten beziehungsweise haben einen Bezug zum Bundesland.
KT1-Infoservice: In diesem Magazin wird über aktuelle Nachrichten aus Kärnten berichtet.
Spontan: Im Rahmen dieser Sendung befragt ein KT1-Moderator Leute auf öffentlichen Plätzen zu ihrer Meinung bezüglich eines aktuellen Themas.
Seit 27. Juni 2014 wird jeden Freitag um 20 Uhr das Magazin Österreich Blick des Fernsehvermarkters R9, dem neben KT1 auch die größten Regionalsender jedes österreichischen Bundeslandes angehören, ausgestrahlt. Das von Alfons Haider (bis Feber 2016 von Eva Pölzl) moderierte 30-minütige Magazin fasst die Höhepunkte aus den aktuellen Programmen aller beteiligten Sender zusammen. Es wird zu einigen späteren Zeitpunkten auf KT1 wiederholt.
Weiters strahlte KT1 das Magazin Schau rein auf dem österreichweit empfangbaren Privatsender Austria 9 von Ende Dezember 2009 bis kurz vor Einstellung des Senders am 3. Juli 2012 aus. Dieses Magazin setzte sich hauptsächlich aus Beiträgen des jeweils aktuellen KT1-Programmes zusammen.
Bis in die zweite Hälfte der 2000er-Jahre wurde von 23 bis 5 Uhr das Programm des ehemaligen Klagenfurter Stadtfernsehens, welches zudem als Infokanal von UPC Austria diente, übernommen. Dieses Programm bestand großteils aus Live-Kamera-Bildern von Klagenfurter Plätzen, Werbungen für UPC-Telekabel sowie einst Lüftgüte-Informationen aus Klagenfurt. Dazu gab es auch einen wenige Seiten umfassenden Teletext.
Auf der Tonspur wurde Radio Uno gesendet.

## Empfang
KT1 wird seit 2010 via A1 Kabel TV auf Kanal 90 und seit Ende Oktober 2014 im digitalen Magenta-Kabelnetz auf Kanal 153 österreichweit ausgestrahlt. Zudem ist es in einigen regionalen Kärntner Kabelnetzen empfangbar. Seit dem September 2015 ist das Programm täglich von 13 bis 14 Uhr sowie von 19:30 bis 20:30 Uhr via Astra-Satellit auf dem Sender R9 Österreich HD zu sehen.
Die ursprüngliche, bis ins Jahr 2009 einzige Verbreitungsart, und zwar über das analoge UPC-Kabelnetz in Klagenfurt und Umgebung (bis Mai 2013 auf Kanal S08/154,25 MHz, danach auf Kanal K07/189,25 MHz) wurde am 27. September 2016 im Zuge der seitens UPC in Kärnten durchgeführten Analogabschaltung eingestellt.
Mit 1. April 2016 wurde zudem die seit dem Frühjahr 2011 bestandene Ausstrahlung über digitales Antennenfernsehen DVB-T (Teile Kärntens auf Kanal 43/650 MHz, Polarisation H) beendet.
Alle (auch vergangene) Videobeiträge können auf der Website des Senders abgerufen werden.